# Dudley Bradley
Dudley Leroy Bradley (ur. 19 marca 1957 r. w Baltimore) – amerykański koszykarz, obrońca, zaliczony do drugiego składu najlepszych obrońców NBA.

## Osiągnięcia
NCAA
- Wicemistrz NCAA (1977)[2]
- Uczestnik turnieju NCAA (1976–1979)
- Mistrz:
  - turnieju konferencji Atlantic Coast (ACC – 1977, 1979)
  - sezonu regularnego ACC (1976–1979)
- MVP turnieju ACC (1979)[3]

NBA
- Wybrany do II składu defensywnego NBA (1981)[1]